# Рейдер (корабль)

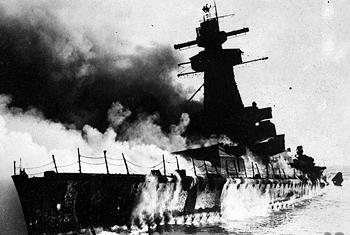
«Адмирал граф Шпее»

Ре́йдер (англ. raider) — крупный надводный военный корабль, вспомогательный крейсер или переоборудованное специальным образом торговое судно, которые в одиночку или с малым сопровождением (не эскадрой) во время войны занимается нарушением вражеских коммуникаций, атакуя транспортные и торговые суда.

## История
Начало применения одиночных кораблей для рейдерских действий относится к XVI веку; до начала XX века для таких операций применялся термин «крейсерство», а суда соответственно назывались «крейсеры». Крейсерство особо развилось после Парижской декларации о морском праве 1856 года, запретившей каперство (оно же корсарство, приватирство) и провозгласившей монополию государственного военного флота на захват неприятельских торговых судов и военной контрабанды нейтралов. На крейсеры распространялись положения выработанного для каперов призового права, причём крейсерам разрешалось даже сжигать или топить захваченное судно, что каперам воспрещалось. Однако крейсеры должны были также принимать участие в военных действиях, иначе могли быть обвинены в скрытом каперстве.
В конце XIX века, ввиду обострения отношений между Россией и Англией, Россия усиленно готовилась к крейсерской войне. С этой целью в 1878 году был создан Добровольный флот, исполнявший коммерческие функции, но с командами из военных моряков; в случае начала войны, его суда могли быть немедленно вооружены и преобразованы в крейсерские. Для этой же цели предполагалось использовать Балтийскую таможенную крейсерскую флотилию, в мирное время занимавшуюся пресечением контрабанды.
Восемь рейдеров русского флота действовали в 1904—1905 годах на японских морских коммуникациях. Во время Первой мировой войны в состав германского флота входило 12 вспомогательных крейсеров, предназначенных для рейдерских операций.
Во время Второй мировой войны применялись Германией. Охота на рейдеров отнимала много сил, но иногда бывала удачной. Так, одним из наиболее известных рейдеров был «Адмирал граф Шпее», «карманный линкор», работавший в паре с танкером снабжения «Альтмарк». Им были пущены ко дну или захвачены британские суда «Клемент» (30 сентября 1939), «Ньютон Бич» (5 октября), «Ньютон Бич» (7 октября), «Хантсмэн» (10 октября), «Тривэниэн» (22 октября), «Африка Шелл» (14 ноября), «Дорик Стар» (2 декабря), «Тайроа» (3 декабря), «Стреоншэл» (7 декабря). 13 декабря он был перехвачен британскими военными кораблями, искавшими его, и состоялся бой у Ла-Платы. Английским кораблям (лёгкие крейсера «Аякс» и «Ахиллес» и тяжёлый крейсер «Эксетер») удалось повредить рейдера, хотя он нанёс им более тяжёлые повреждения. Это заставило командира укрыться в Монтевидео. Последующая ошибка его офицеров, принявших один из кораблей за «Ринаун», заставила командование Германии отдать приказ о затоплении рейдера.
Наиболее успешным немецким рейдером и самым результативным немецким надводным кораблём Второй мировой войны является вспомогательный крейсер «Атлантис», действовавший в Индийском и Тихом океанах, в районе Австралии и Новой Зеландии.
Во время Второй мировой войны рейдеров на море пыталась использовать и союзник Германии — Японская империя, так, 11 ноября 1942 года в Индийском океане между конвоем из вооруженного голландского танкера и англо-индийского эскортного судна и японским рейдерами произошел бой.
В современных условиях применение рейдеров в войнах считается маловероятным, поскольку развитые средства наблюдения (спутники, беспилотные разведчики), авиация и ракетное оружие позволяют их быстро обнаружить и уничтожить.